# يوزيف بيترمان
يوزيف بيترمان هو دراج مجري، ولد في 23 أكتوبر 1947 في بودابست في المجر.

## وصلات خارجية
- يوزيف بيترمان على موقع أرشيف الدراجات (الإنجليزية)
- يوزيف بيترمان على موقع إحصائيات الدراجات الإحترافية (الإنجليزية)
- يوزيف بيترمان على موقع أوليمبيديا (الإنجليزية)